# オレのことスキでしょ。
- 韓国のテレビドラマ > 文化放送 (韓国)のテレビドラマ > MBC水木ミニシリーズ > オレのことスキでしょ。

『オレのことスキでしょ。』は、2011年6月29日から8月11日に韓国MBCで放送されたテレビドラマ。

## キャスト
- イ・シン：チョン・ヨンファ
- イ・ギュウォン：パク・シネ
- キム・ソクヒョン：ソン・チャンウィ
- チョン・ユンス：ソ・イヒョン
- ヨ・ジュニ：カン・ミンヒョク
- チャ・ボウン：イム・セミ
- ハン・ヒジュ：ウリ（キム・ユネ）
- ヒョン・ギヨン：イ・ヒョンジン
- イム・テジュン：イ・ジョンホン
- ホン・ミラン：キム・ソンギョン
- ク・ジョンウン：チョン・ギョンホ
- イ・スミョン：チャン・ソウォン
- イ・ヒョンス：ソ・ボムソク
- ソン・ジヨン：イ・イルファ
- イ・ジョンヒョン：ムン・ガヨン
- イ・ソンギ：ソヌ・ジェドク
- イ・ドンジン：シン・グ